# Allium registanicum
Allium registanicum är en amaryllisväxtart som beskrevs av Per Erland Berg Wendelbo. Allium registanicum ingår i släktet lökar, och familjen amaryllisväxter.
Artens utbredningsområde är Afghanistan. Inga underarter finns listade i Catalogue of Life.